# SN 1962E
SN 1962E – supernowa nieznanego typu odkryta 1 marca 1962 roku w galaktyce MCG +04-27-10. W momencie odkrycia miała maksymalną jasność 17,10m.